# اکاپارامبو
اکاپارامبو (به انگلیسی: Akaparambu) یک منطقهٔ مسکونی در هند است که در کرالا واقع شده‌است.

## خصوصیات
اکاپارامبو ۰ متر بالاتر از سطح دریا واقع شده‌است.